# 1899 dans les parcs de loisirs
| Années des parcs de loisirs : 1896 - 1897 - 1898 - 1899 - 1900 - 1901 - 1902    |
| Décennies des parcs de loisirs : 1860 - 1870 - 1880 - 1890 - 1900 - 1910 - 1920 |

## Les parcs d'attractions

### Ouverture
- Idora Park (Youngstown) (en) ( États-Unis)
- Jetée de Brighton ( Royaume-Uni)

## Les attractions

### Autres attractions
| Nom de l'attraction       | Type      | Constructeur                                   | Parc            | Pays       |
| ------------------------- | --------- | ---------------------------------------------- | --------------- | ---------- |
| Carousel                  | Carrousel | T.M. Harton Company                            | Exposition Park | États-Unis |
| Idora Park Merry-Go-Round | Carrousel | Daniel C. Muller/Philadelphia Toboggan Company | Idora Park (en) | États-Unis |

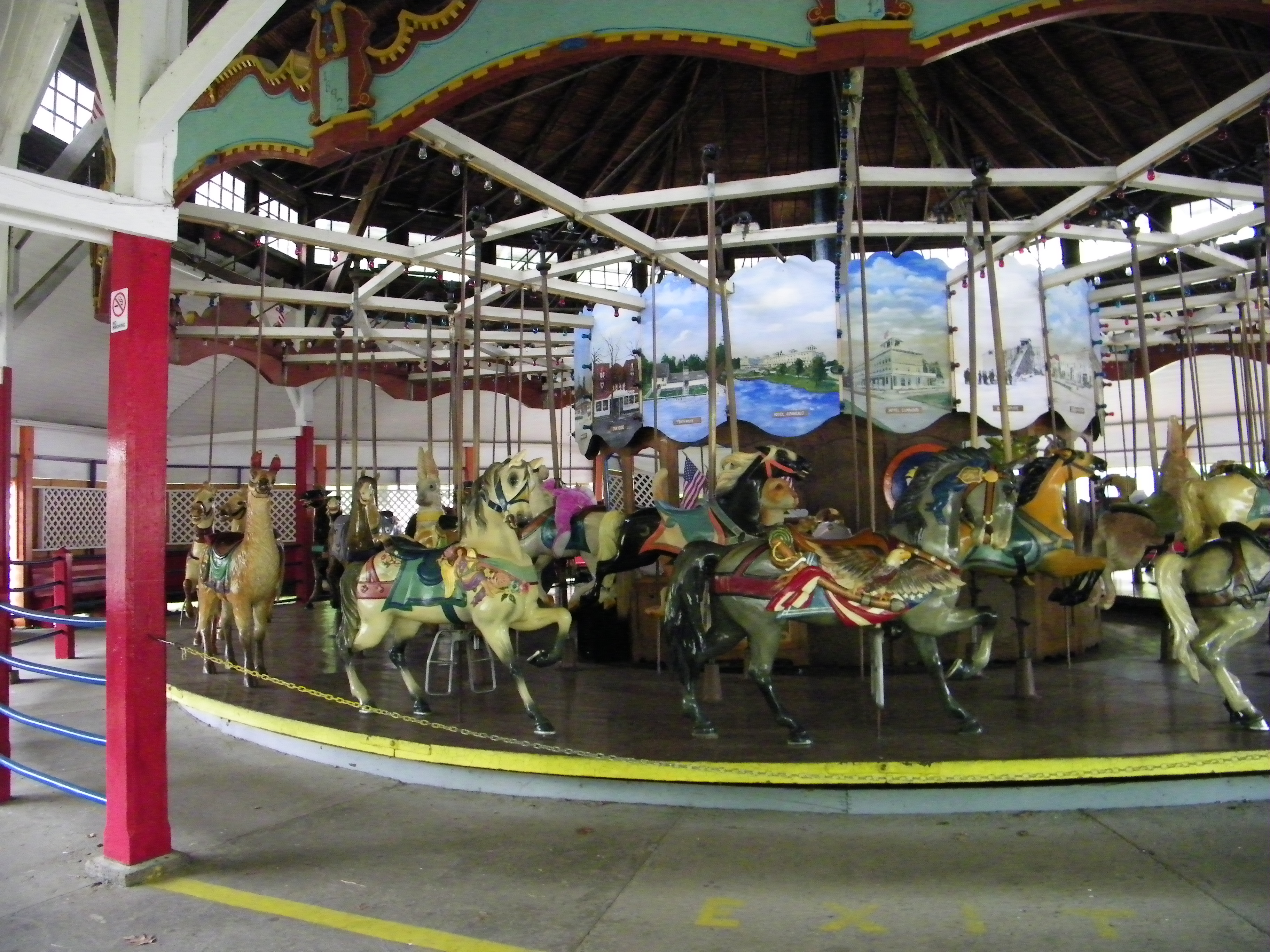
Carousel à Exposition Park
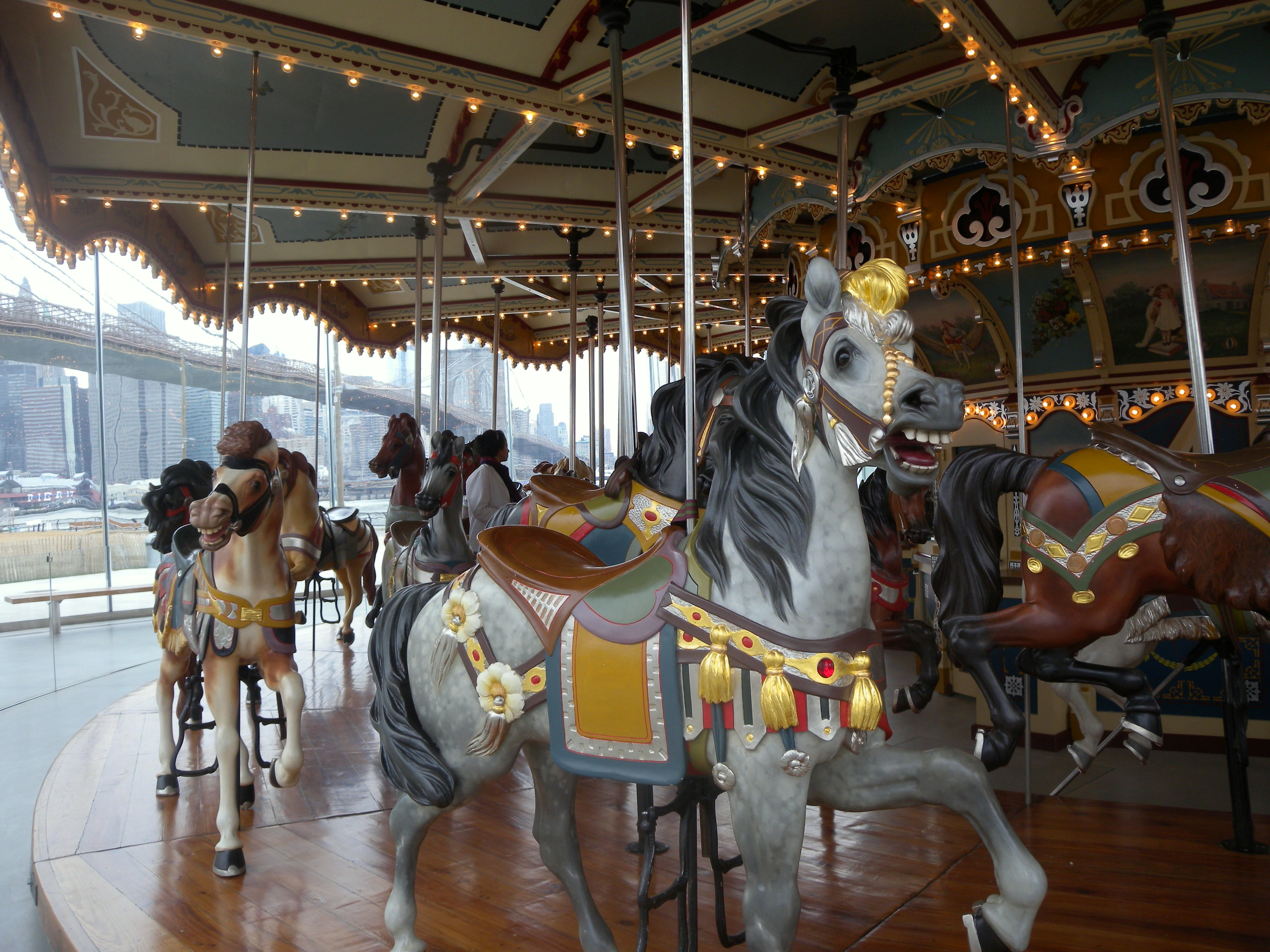
Idora Park Merry-Go-Round à Idora Park (en)